# 青空はるお
青空 はるお（あおぞら はるお、本名：坂上 洋祐〈さかうえ ようすけ〉、1937年11月5日 - 没年不詳）は、日本の元漫才師・俳優・レポーター・司会者。新潟県三条市出身。

## 来歴
地元の中学校を卒業後、集団就職で上京。しばらくは会社員として勤務していたが、漫才師を目指して1959年にコロムビア・トップ・ライトに師事。同門の青空あきおと2人で「青空はるお・あきお」コンビを結成し、人気を博す。
1972年、12年に渡って組んで来たコンビを解散する。その後は単独でタレントとしてNTV系列の『テレビ3面記事 ウィークエンダー』や『ルックルックこんにちは』などに事件レポーターとして出演し、主に「男女関係のもつれによる事件」を担当する。また俳優としてもドラマや映画などに活躍の場を広げ、特にピンク映画では渋い演技を見せている。他にはスポーツ新聞の「風俗レポーター」としても活躍していた。晩年は埼玉県越谷市に在住し、2010年代初めに亡くなったといわれる。

## 主な出演作品

### テレビドラマ
- 怪盗ラレロ（1968年 - 1969年、日本テレビ / 東映）- ポポポ
- おむすびコロリン（1969年、TBS）- 珍さん ※ 青空あきおと共演
- プレイガール（1969年、東京12チャンネル / 東映）
- キイハンター（1971年、TBS / 東映）
- ワン・ツウ アタック!（1971年、東京12チャンネル / 東宝）
- なんたって18歳!（1971年 -1972年、TBS / 大映テレビ
- ラブラブライバル（1972年 - 1973年、TBS / 大映テレビ）
- 白い秘密（1976年 - 1977年、TBS / 松竹）
- 大空港（1978年 - 1980年、フジテレビ / 松竹）

### テレビ番組
- テレビ三面記事 ウィークエンダー ※メイン司会の加藤芳郎が入院・休養した期間は、代行で司会を担当していた。
- お昼のワイドショー
- ルックルックこんにちは ※コメンテーター・レポーターとして準レギュラー出演だった。

その他

### 映画
- 女番長ブルース 牝蜂の逆襲（1971年）
- 成熟（1971年）
- 伊豆の踊子（1974年、東宝 / ホリプロ）- 油売りの男
- ファイナル・スキャンダル 奥様はお固いのがお好き（1983年）

### 雑誌
- 映画の友「青空はるおの女優対談」

### CM
- 全農（北海道はホクレン）「パールライス」※青空あきおと共演
- 津村順天堂「バスピカ」※ お風呂場用洗浄剤のコマーシャル